# Playas de Oleiros y Los Botes
Las playas de Oleiros y Los Botes se encuentra en el concejo asturiano de Cudillero y pertenece a la localidad española de Salamir. Se enmarcan en la Costa Occidental de Asturias, siendo las pocas que presentan protección medioambiental por estar catalogadas como Paisaje protegido, ZEPA y LIC.

## Descripción
La playa de Oleiros tiene forma de ensenada, tiene una longitud de unos 510 m y una anchura media de 35 m y arena gruesa y dorada con muchos cantos rodados y la de Los Botes, que está al este de la de Oleiros y que solo es accesible en bajamar es un pedrero de 170 m de longitud y unos 30 metros de anchura media. Su entorno es rural y con un bajo grado de urbanización y la peligrosidad es media. Ambas playas tienen muy poca asistencia. Los accesos son peatonales e inferiores a 0,5 km de fácil recorrido. Su entorno es rural y con un bajo medio de urbanización. El acceso rodado es por un camino de tierra en no muy buenas condiciones.
Para acceder a estas playas hay que localizar los núcleos urbanos de Lamuño y Salamir;el acceso está al lado del área recreativa de Monte Balsera, en su margen occidental. Allí se inicia el descenso, bastante largo, llegando a unos 25 m de la playa a la que se accede a pie bajando unas escaleras de piedra. Las playas están abrigadas por los acantilados de la «punta Mal Perro» al este y por la «punta de El Cabo» por el oeste. Las playas carecen de cualquier servicio y las actividades más recomendadas son la pesca submarina y la deportiva o de recreo a caña. En su extremo se practica el naturismo. Hay que recordar que si se accede al pedrero, hay que estar muy atentos a la subida de la marea para no quedar encerrado en esa zona durante horas.